# مارتین واگنر (بازیکن فوتبال، زاده ۱۹۸۶)
مارتین واگنر (انگلیسی: Martin Wagner؛ زادهٔ ۱۶ سپتامبر ۱۹۸۶) بازیکن فوتبال اهل آلمان است.